# Radio Sonnenschein
Radio Sonnenschein ist ein Südtiroler Radiosender mit Sitz in Lana bei Meran, der unterhaltungsorientiertes Musikradio mit aktueller lokaler, regionaler und nationaler Berichterstattung verbindet. Die Kernzielgruppe hat ein Alter von 14 bis 39 Jahren.

## Einzugsgebiet – UKW-Frequenzen
- Großraum Bozen und Umgebung – 95,4 MHz
- Großraum Meran und Umgebung – 95,4 MHz
- Vinschgau – 94,5 MHz
- Etschtal – 99,8 MHz
- Passeiertal – 99,8 MHz[3]

Die technische Reichweite sind ca. 855.000 Hörer pro Tag (2019). Die durchschnittliche Tagesreichweite liegt bei rund 9.000 Hörern, was einem Marktanteil von rund 5 % entspricht.
Der Sender startete mit einem breit gefächertem Musikprogramm, adressierte aber dann ein jüngeres Zielpublikum.